# Alpina rectilineata
Alpina rectilineata là một loài bướm đêm trong họ Geometridae.